# Leptothrips fasciculatus
Leptothrips fasciculatus är en insektsart som först beskrevs av D. L. Crawford 1909.  Leptothrips fasciculatus ingår i släktet Leptothrips och familjen rörtripsar. Inga underarter finns listade i Catalogue of Life.